# Lista över golfklubbar i Sverige
| År   | Golfklubbar | Ändring |
| ---- | ----------- | ------- |
| 1900 | –           | –       |
| 1910 | 4           | –       |
| 1920 | 4           | –       |
| 1930 | 10          | 150%    |
| 1940 | 22          | 120%    |
| 1950 | 33          | 50%     |
| 1960 | 59          | 79%     |
| 1970 | 110         | 86%     |
| 1980 | 149         | 35%     |
| 1990 | 271         | 82%     |
| 2000 | 396         | 46%     |
| 2020 | 450         | 14%     |

Detta är en lista över golfklubbar i Sverige, sorterade efter golfdistriktsförbund, GDF. Endast golfklubbar som varit intagna i Svenska golfförbundet är inkluderade. 
I juni 2020 fanns det 450 golfklubbar i det Svenska Golfförbundet.

## Blekinge GDF
Det finns åtta golfklubbar i Blekinge golfdistriktsförbund.
| Namn             | Bildad          | Invald i SGF    | Läge                                        |
| ---------------- | --------------- | --------------- | ------------------------------------------- |
| Boa GK Olofström | 8 mars 1989     | 14 oktober 1989 | 56°12′33″N 14°36′17″Ö / 56.2091°N 14.6048°Ö |
| Carlskrona GK    | 2 maj 1905      | 1 januari 1949  | 56°09′25″N 15°27′08″Ö / 56.1569°N 15.4521°Ö |
| Karlshamns GK    | 22 augusti 1963 | 1 januari 1965  | 56°12′34″N 14°45′31″Ö / 56.2094°N 14.7585°Ö |
| Leråkra GK       | 9 november 1996 | 7 april 1997    | 56°11′37″N 15°21′24″Ö / 56.1936°N 15.3567°Ö |
| Nicklastorp GK   | 25 oktober 2008 | 25 oktober 2008 | 56°13′38″N 15°32′50″Ö / 56.2272°N 15.5471°Ö |
| Ronneby GK       | 26 maj 1963     | 23 oktober 1964 | 56°11′23″N 15°17′38″Ö / 56.1896°N 15.2938°Ö |
| Sölvesborgs GK   | 20 januari 1988 | 12 juni 1988    | 56°02′41″N 14°35′56″Ö / 56.0446°N 14.5989°Ö |
| Trummenäs GK     | 10 maj 1989     | 14 oktober 1989 | 56°09′51″N 15°44′07″Ö / 56.1642°N 15.7354°Ö |

Övriga klubbar
- Asarums GK (bildad 2002)[3]

## Bohuslän-Dals GDF
Det finns 19 golfklubbar i Bohuslän-Dals golfdistriktsförbund.
| Namn                        | Bildad           | Invald i SGF     | Läge                                         |
| --------------------------- | ---------------- | ---------------- | -------------------------------------------- |
| Allmags GK                  | 31 augusti 1992  | 13 april 1993    | 58°12′23″N 11°47′49″Ö / 58.2064°N 11.7969°Ö  |
| Brastads GK                 | 10 december 2007 | 4 april 2008     | 58°24′43″N 11°32′14″Ö / 58.4120°N 11.5372°Ö  |
| Dagsholm GK                 | 27 februari 2010 | 12 april 2010    | 58°31′07″N 11°58′29″Ö / 58.5185°N 11.9748°Ö  |
| Dynekilens GK               | 16 januari 2001  | 17 maj 2001      | 59°00′29″N 11°14′32″Ö / 59.0080°N 11.2422°Ö  |
| Fjällbacka GK               | 14 augusti 1965  | 20 maj 1967      | 58°36′55″N 11°17′27″Ö / 58.6152°N 11.2909°Ö  |
| Forsbacka GK                | 2 december 1969  | 1 januari 1971   | 59°05′15″N 12°37′06″Ö / 59.0876°N 12.6184°Ö  |
| Lyckorna GK                 | 15 april 1967    | 20 maj 1967      | 58°12′08″N 11°54′13″Ö / 58.2021°N 11.9035°Ö  |
| Lysekil Holma GK            | 10 maj 2001      | 26 oktober 2001  | 58°22′21″N 11°33′00″Ö / 58.3725°N 11.5500°Ö  |
| Melleruds GK                | 4 maj 1988       | 22 april 1992    | 58°42′18″N 12°29′07″Ö / 58.7050°N 12.4854°Ö  |
| Mjölkeröds GK               | 29 juli 1989     | 4 juli 1990      | 58°45′10″N 11°14′27″Ö / 58.7529°N 11.2409°Ö  |
| Norra Backa Golf Fjällbacka |                  | 17 februari 2012 | 58°37′00″N 11°19′14″Ö / 58.6167°N 11.3205°Ö  |
| Orust GK                    | 30 maj 1981      | 20 mars 1982     | 58°11′42″N 11°30′12″Ö / 58.1950°N 11.5033°Ö  |
| Skaftö GK                   | 13 juli 1963     | 12 mars 1965     | 58°13′56″N 11°27′12″Ö / 58.2323°N 11.4534°Ö  |
| Sotenäs GK                  | 14 juli 1987     | 13 december 1987 | 58°26′10″N 11°22′46″Ö / 58.436°N 11.3794°Ö   |
| Stenungsund GK              | 17 november 1992 | 20 april 1993    | 58°01′35″N 11°52′09″Ö / 58.02634°N 11.8693°Ö |
| Strömstads GK               | 8 juni 1967      | 1 januari 1970   | 58°56′56″N 11°09′24″Ö / 58.9489°N 11.1568°Ö  |
| Tjörns GK                   | 10 mars 1990     | 15 april 1991    | 58°00′18″N 11°39′21″Ö / 58.0050°N 11.6559°Ö  |
| Torreby GK                  | 23 mars 1961     | 11 maj 1962      | 58°26′32″N 11°35′52″Ö / 58.4421°N 11.5977°Ö  |
| Uddevalla GK                | 1 mars 1990      | 5 april 1994     | 58°22′11″N 11°46′11″Ö / 58.3698°N 11.7696°Ö  |

Övriga klubbar
- Tanums GK (bildad 1995)

## Dalarnas GDF
Det finns 18 golfklubbar i Dalarnas golfdistriktsförbund.
| Namn                | Bildad            | Invald i SGF      |
| ------------------- | ----------------- | ----------------- |
| Avesta GK           | 13 juni 1963      | 25 oktober 1963   |
| Dalsjö GK           | 7 september 1989  | 28 september 1990 |
| Falun-Borlänge GK   | 15 juni 1955      | 15 juni 1956      |
| Furudals Bruks GK   | 25 juni 1989      | 28 februari 1992  |
| Gagnefs GK          | 13 september 1999 | 28 oktober 2000   |
| Hagge GK            | 12 juni 1963      | 1 oktober 1963    |
| Hedemora GK         | 21 maj 1990       | 5 februari 1992   |
| Idrefjällens GK     | 3 januari 1990    | 21 juni 1990      |
| Leksands GK         | 7 december 1977   | 1 januari 1980    |
| Malungs GK          | 15 juni 1987      | 21 april 1992     |
| Mora GK             | 15 juli 1980      | 1 januari 1981    |
| Rättviks GK         | 14 januari 1954   | 1 april 1955      |
| Samuelsdals GK      | 23 mars 1993      | 27 april 1993     |
| Snöå GK             | 10 januari 1990   | 26 september 1990 |
| Sälenfjällens GK    | 6 oktober 1983    | 31 mars 1984      |
| Säters GK           | 3 april 1984      | 25 juni 1984      |
| Tällbergsbyarnas GK | 4 juli 2000       | 15 februari 2002  |
| Älvdalens GK        | 3 oktober 1999    | 12 april 2002     |

Övriga klubbar
- Sollerö GK (1993–2019)[5][6] – Återskapad som Solön GK 2021[7][8]
- Svanskogens GK, Grängesberg. Pay o play. 9 hål.Bildad 1986.

## Gotlands GDF
Det finns sex golfklubbar i Gotlands golfdistriktsförbund.
| Namn        | Bildad          | Invald i SGF    |
| ----------- | --------------- | --------------- |
| Gotska GK   | 1 november 1986 | 13 juni 1987    |
| Gumbalde GK | 20 juni 1988    | 1 oktober 1988  |
| Ljugarns GK | 2 april 1990    | 8 mars 1991     |
| När GK      | 3 oktober 1985  | 13 juni 1987    |
| Slite GK    | 8 december 1988 | 17 mars 1989    |
| Visby GK    | 2 oktober 1958  | 24 oktober 1958 |

Övriga klubbar
- Suderbys GK (bildad 2003)[9]

## Gästrike-Hälsinges GDF
Det finns 13 golfklubbar i Gästrike-Hälsinge golfdistriktsförbund.
| Namn              | Bildad           | Invald i SGF     |
| ----------------- | ---------------- | ---------------- |
| Alfta-Esbyns GK   | 13 juni 1988     | 17 mars 1989     |
| Bollnäs GK        | 3 december 1963  | 28 oktober 1966  |
| Gävle GK          | 20 juni 1949     | 1 december 1949  |
| Hasselabygdens GK | 19 november 2000 | 5 april 2001     |
| Hofors GK         | 27 april 1965    | 29 oktober 1965  |
| Hudiksvalls GK    | 19 maj 1964      | 23 oktober 1964  |
| Högbo GK          | 8 maj 1962       | 23 november 1963 |
| Järvsöbadens GK   | 8 januari 2002   | 28 juni 2002     |
| Ljusdals GK       | 26 januari 1973  | 1 oktober 1973   |
| Mackmyra Golf     |                  | 4 januari 2006   |
| SAIK GK           | 17 mars 2010     | 9 juli 2010      |
| Söderhamns GK     | 28 mars 1960     | 11 maj 1962      |
| Sörfjärdens GK    | 30 november 2013 | 26 mars 2014     |

Övriga klubbar
- Annefors GK (upplöst 2014)[12]
- Söråkers GK (bildad 1983)

## Göteborgs GDF
Det finns 31 golfklubbar i Göteborgs golfdistriktsförbund.
| Namn                 | Bildad           | Invald i SGF      |
| -------------------- | ---------------- | ----------------- |
| Albatross GK         | 1 maj 1973       | 1 januari 1974    |
| Ale GK               | 24 februari 1986 | 27 juni 1986      |
| Backa Säteri IF      | 11 januari 2015  | 17 mars 2016      |
| Chalmers GK          | 27 juni 1980     | 8 maj 1981        |
| Delsjö GK            | 26 april 1962    | 11 maj 1962       |
| Forsgårdens GK       | 21 februari 1982 | 22 mars 1986      |
| Gräppås GK           | 28 november 1991 | 11 februari 1992  |
| Gullbringa G&CC      | 1 oktober 1966   | 20 maj 1967       |
| Göteborgs GK         | 1 januari 1902   | 1 januari 1904    |
| Hills G&CC           |                  | 8 juni 2012       |
| Hills GK             | 3 december 2011  | 11 december 2013  |
| Kungsbacka GK        | 1 december 1970  | 1 januari 1974    |
| Kungälv-Kode GK      | 21 juni 1988     | 17 mars 1989      |
| Lerjedalens GK       | 1 september 1972 | 2 augusti 1988    |
| Lunna G&CC           |                  | 22 januari 2014   |
| Lycke G&CC           |                  | 14 februari 2015  |
| Lysegårdens GK       | 1 april 1966     | 7 maj 1966        |
| Lökeberg GK          | 15 december 2006 | 7 maj 2007        |
| Myra GK              | 27 februari 2007 | 22 april 2008     |
| Mölndals GK          | 29 mars 1979     | 1 januari 1981    |
| Partille GK          | 1 januari 1971   | 1 januari 1972    |
| Sankt Jörgen Park GC | 22 februari 1995 | 16 november 1995  |
| Sisjö GK             | 10 januari 1990  | 26 september 1990 |
| Sjögärde GK          | 21 december 1993 | 1 augusti 1994    |
| Stora Lundby GK      | 21 januari 1983  | 10 maj 1983       |
| Särö GC              | 2 november 1981  | 1 januari 1982    |
| Torrekulla GK        | 27 oktober 2002  | 13 februari 2003  |
| Torslanda GK         | 23 januari 1991  | 23 maj 1991       |
| Vallda G&CC          |                  | 7 juli 2007       |
| World of Golf CC     |                  | 28 september 2014 |
| Öijared GK           | 1 oktober 1958   | 11 maj 1962       |

Övriga klubbar
- Bollestad GK (1994–2020)[13]
- Lycke GK

## Hallands GDF
Det finns 18 golfklubbar och ett golfbolag i Hallands golfdistriktsförbund.
| Namn               | Bildad            | Invald i SGF     |
| ------------------ | ----------------- | ---------------- |
| Björnhults GK      | 6 april 1999      | 1 januari 2000   |
| Falkenbergs GK     | 4 april 1949      | 1 oktober 1949   |
| Flygstadens GK     | 18 augusti 2003   | 1 mars 2004      |
| Halmstad Golfarena |                   | 10 december 2014 |
| Halmstad GK        | 7 oktober 1930    | 1 december 1930  |
| Harabäckens GK     | 25 september 2000 | 21 februari 2001 |
| Haverdals GK       | 4 juli 1988       | 17 mars 1989     |
| Hofgårds GK        | 21 december 1993  | 16 februari 1994 |
| Holms GK           | 25 oktober 1990   | 30 januari 1991  |
| Klosterfjordens GK | 27 maj 1997       | 1 september 1998 |
| Laholms GK         | 12 maj 1964       | 1 januari 1978   |
| Ringenäs GK        | 15 mars 1986      | 27 juni 1986     |
| Rydö GK            | 9 november 1983   | 17 mars 1984     |
| Skogaby GK         | 30 oktober 1988   | 17 mars 1989     |
| Strandtorps GK     | 24 juni 2002      | 13 februari 2003 |
| Tönnersjö GK       | 17 december 2001  | 5 mars 2002      |
| Ullared Flädje GK  | 25 november 1990  | 30 januari 1991  |
| Varbergs GK        | 15 maj 1950       | 1 januari 1975   |
| Vinbergs GK        | 1 april 1992      | 23 juli 1992     |

Övriga klubbar
- Bäckavattnets GK (1977–2011)[14][15]
- Garnisonen GK (upplöst 2009)[16]

## Jämtland-Härjedalens GDF
Det finns 11 golfklubbar i Jämtland-Härjedalens golfdistriktsförbund.
| Namn                  | Bildad           | Invald i SGF      |
| --------------------- | ---------------- | ----------------- |
| Funäsdalsfjällens GK  | 25 april 1973    | 1 oktober 1973    |
| Hede-Vemdalens GK     | 3 september 1990 | 30 januari 1991   |
| Klövsjö-Vemdalens GK  | 11 augusti 1988  | 30 september 1988 |
| Norderöns GK IF Njord | 3 november 1984  | 1 januari 2005    |
| Rossöns GK            | 15 januari 1991  | 15 augusti 1994   |
| Sandnäset GK          | 12 december 2012 | 24 januari 2013   |
| Storsjöbygdens GK     | 12 april 1993    | 12 maj 1993       |
| Strömsunds GK         | 5 november 2003  | 1 mars 2005       |
| Svegs GK              | 2 juni 1991      | 17 juni 1992      |
| Åre GK                | 6 december 1987  | 12 juni 1988      |
| Östersund-Frösö GK    | 7 november 1947  | 1 januari 1949    |

Övriga klubbar
- Bispgårdens GK
- Ramundbergets GK

## Medelpads GDF
Det finns fyra golfklubbar i Medelpads golfdistriktsförbund.
| Namn          | Bildad           | Invald i SGF      |
| ------------- | ---------------- | ----------------- |
| Hussborg GK   | 9 juni 1989      | 26 september 1990 |
| Sundsvalls GK | 12 februari 1952 | 23 februari 1953  |
| Timrå GK      | 13 juni 1985     | 13 september 1985 |
| Öjestrands GC | 30 mars 1992     | 28 april 1993     |

Övriga klubbar
- Alnö GC (2001–2016)[20]
- Skön GK

## Norr- & Västerbottens GDF
Det finns 21 golfklubbar i Norr- och Västerbottens golfdistriktsförbund.
| Namn                    | Bildad            | Invald i SGF      |
| ----------------------- | ----------------- | ----------------- |
| Arvidsjaurs GK          | 12 september 1989 | 19 januari 1996   |
| Bjurholms GK            | 24 januari 2009   | 24 juli 2009      |
| Bodens GK               | 1 januari 1946    | 1 januari 1947    |
| Bolidens GK             | 11 september 1991 | 23 juni 1993      |
| Granöbygdens GK         | 20 mars 2004      | 1 november 2005   |
| Gunnarns GK             | 5 juli 2001       | 1 mars 2004       |
| Gällivare-Malmberget GK | 20 oktober 1967   | 1 januari 1973    |
| Haparanda GK            | 16 november 1988  | 21 december 1993  |
| Kalix GK                | 16 mars 1989      | 11 juni 1990      |
| Kiruna GK               | 10 september 1990 | 15 april 1991     |
| Luleå GK                | 25 oktober 1955   | 6 september 1957  |
| Lycksele GK             | 25 maj 1989       | 22 augusti 1990   |
| Norsjö GK               | 20 april 1999     | 1 augusti 1999    |
| Piteå GK                | 8 oktober 1960    | 20 oktober 1961   |
| Porjus GK               | 22 november 1989  | 26 september 1990 |
| Robertsfors GK          | 15 april 1987     | 13 juni 1987      |
| Skellefteå GK           | 3 december 1967   | 1 januari 1970    |
| Tureholms Nya GK        | 1 mars 2009       | 7 maj 2009        |
| Umeå GK                 | 9 augusti 1954    | 1 januari 1955    |
| Umeå Norrmjöle GK       | 15 oktober 1990   | 14 april 1998     |
| Umeå Sörfors GK         | 11 mars 1992      | 23 juli 1992      |
| Åsele Nya GK            | 17 april 1989     | 7 augusti 1989    |

## Skånes GDF
Det finns 62 golfklubbar i Skånes golfdistriktsförbund.
| Namn                    | Bildad            | Invald i SGF      |
| ----------------------- | ----------------- | ----------------- |
| Abbekås GK              | 6 juni 1985       | 29 november 1985  |
| Allerum GK              | 30 maj 1992       | 27 april 1993     |
| Araslövs GK             | 7 augusti 1989    | 14 oktober 1989   |
| Barsebäck GCC           | 1 maj 1969        | 1 oktober 1969    |
| Barsebäck G&SC          |                   | 16 december 2020  |
| Bedinge GK              | 1 januari 1931    | 1 januari 1957    |
| Bjäre GK                | 30 april 1989     | 14 oktober 1989   |
| Björkenäs GK            | 4 oktober 2003    | 1 februari 2004   |
| Bokskogens Golfklubb    | 13 december 1963  | 15 maj 1965       |
| Bosjökloster GK         | 5 februari 1974   | 10 oktober 1974   |
| Båstad GK               | 1 april 1930      | 1 oktober 1930    |
| Degeberga-Widtsköfle GK | 8 maj 1988        | 20 oktober 1996   |
| Elisefarm GC            |                   | 1 maj 2005        |
| Eslövs GK               | 1 december 1966   | 1 januari 1968    |
| Falsterbo GK            | 21 oktober 1909   | 1 januari 1909    |
| Flommens GK             | 18 januari 1935   | 1 januari 1946    |
| Helsingborgs GK         | 1 februari 1924   | 1 maj 1924        |
| HG Golf Glumslöv        |                   | 25 april 2020     |
| Hinton GC               | 23 oktober 1992   | 22 mars 1994      |
| Hässlegårdens GK        | 25 september 2013 | 26 september 1990 |
| Höganäs GK              | 14 juni 1997      | 20 juni 2000      |
| Kristianstads GK        | 8 juni 1924       | 1 januari 1924    |
| Kävlinge GK             | 28 december 1989  | 17 januari 1990   |
| Landskrona GK           | 15 april 1960     | 9 maj 1961        |
| Ljungbyheds GK          | 9 januari 1956    | 30 oktober 1959   |
| Ljunghusens GK          | 8 juli 1932       | 1 januari 1938    |
| Lunds Akademiska GK     | 1 februari 1927   | 1 oktober 1927    |
| Lydinge GK              | 18 augusti 2001   | 15 februari 2002  |
| Malmö Burlöv GK         | 17 december 1981  | 1 januari 1982    |
| Mölle GK                | 2 mars 1943       | 1 november 1943   |
| Naturligtvis G&CC       |                   | 14 december 2018  |
| Oxie GK                 | 17 oktober 2005   | 1 maj 2006        |
| Perstorps GK            | 1 januari 1963    | 1 januari 1971    |
| PGA National Sweden     |                   | 12 februari 2009  |
| Romeleåsens GK          | 28 september 1968 | 1 januari 1970    |
| Rya GK                  | 17 maj 1934       | 1 januari 1937    |
| S:t Arild GK            | 7 juli 1987       | 10 mars 1988      |
| S:t Ibb GK              | 7 juli 1972       | 27 januari 1973   |
| Sjöbo GK                | 14 december 2001  | 8 november 2002   |
| Skepparslövs GK         | 26 juni 1984      | 27 mars 1985      |
| Skyrups GK              | 15 september 2008 | 16 mars 2009      |
| Söderslätts GK          | 9 mars 1993       | 28 april 1993     |
| Söderåsens GK           | 23 maj 1966       | 1 januari 1969    |
| Sönnertorps GK          | 5 augusti 2001    | 26 oktober 2001   |
| Tegelberga GK           | 5 maj 1988        | 30 september 1988 |
| Tomelilla GK            | 23 mars 1987      | 8 april 1987      |
| Torekovs GK             | 1 januari 1926    | 1 januari 1939    |
| Trelleborgs GK          | 15 januari 1963   | 23 oktober 1964   |
| Vallgårdens GK          | 2 mars 2011       | 28 mars 2012      |
| Vasatorps GK            | 25 november 1973  | 31 december 1973  |
| Vellinge GK             | 9 maj 1988        | 30 september 1988 |
| Värpinge GK             | 30 september 2001 | 1 januari 2002    |
| Wittsjö GK              | 27 mars 1962      | 11 maj 1964       |
| Woodlands G&CC          |                   | 12 december 2019  |
| Ystad GK                | 26 maj 1930       | 1 januari 1933    |
| Åkagårdens GK           | 21 september 1988 | 20 januari 1989   |
| Ängelholms GK           | 28 maj 1973       | 1 januari 1981    |
| Äppelgårdens GK         | 5 maj 2002        | 16 december 2002  |
| Örestads golfklubb      | 1 maj 1986        | 11 augusti 1986   |
| Öresunds Golf           |                   | 25 april 2020     |
| Österlens GK            | 11 november 1945  | 1 januari 1947    |
| Östra Göinge GK         | 31 oktober 1999   | 1 januari 2000    |

Övriga klubbar
- Hyby GK
- Lödde GK
- Maglarps GK
- Nosaby GK (bildad 1992)
- S:t Hans GK
- Stiby GK (bildad 2002)[3]
- Strövelstorps GK (upplöst 2008)[25]
- Sturup Park GK (upplöst 2014)[26][27]
- Svalövs GK (upplöst 2016)[28][29]

## Smålands GDF
Det finns 44 golfklubbar i Smålands golfdistriktsförbund.
| Namn                        | Bildad            | Invald i SGF      |
| --------------------------- | ----------------- | ----------------- |
| A 6 GK                      | 2 oktober 1985    | 22 mars 1986      |
| Alvesta GK                  | 27 augusti 1987   | 12 juni 1988      |
| Binga Golf                  |                   | 27 november 2007  |
| Byxelkroks GK               | 15 juli 1992      | 21 februari 1996  |
| Böda Sands GK               | 25 november 2000  | 5 april 2001      |
| Ekerum GK                   | 9 augusti 1989    | 16 maj 1990       |
| Eksjö GK                    | 13 juni 1938      | 1 januari 1939    |
| Emmaboda GK                 | 29 juni 1976      | 1 januari 1977    |
| Figeholms G & CC            | 11 september 1997 | 18 december 1997  |
| Glasrikets GK Växjö         | 10 februari 1992  | 17 september 1992 |
| Gränna GK                   | 15 augusti 1985   | 29 november 1985  |
| Götaströms GK               | 13 mars 1989      | 11 juni 1990      |
| Hooks GK                    | 16 juli 1941      | 1 januari 1942    |
| Isaberg GK                  | 11 september 1968 | 1 oktober 1969    |
| Jönköpings GK               | 12 december 1936  | 1 januari 1938    |
| Kalmar GK                   | 23 maj 1947       | 1 januari 1948    |
| Lagans GK                   | 29 augusti 1966   | 28 oktober 1966   |
| Lanna GK                    | 29 april 1991     | 21 mars 1995      |
| LinksGolf Öland             |                   | 28 januari 2011   |
| Loftahammars GK             | 23 augusti 2001   | 1 januari 2002    |
| Lysingsbadets GK            | 22 oktober 1995   | 5 april 2001      |
| Mönsterås GK                | 24 maj 2004       | 1 juli 2005       |
| Möre GK                     | 28 september 1993 | 21 december 1993  |
| Nybro GK                    | 11 februari 1971  | 23 maj 1975       |
| Nässjö GK                   | 6 juni 1988       | 18 december 1988  |
| Oskarshamns GK              | 22 februari 1972  | 1 januari 1978    |
| Ramkvilla GK                | 2 mars 2004       | 1 juli 2004       |
| Reftele GK                  | 17 december 2001  | 28 juni 2002      |
| Ryfors GK                   | 1 september 1993  | 1 januari 1987    |
| Sand GC                     |                   | 1 maj 2005        |
| Saxnäs GK                   | 4 augusti 2001    | 1 januari 2002    |
| Skinnarebo G&CC             | 20 juni 1990      | 23 augusti 1990   |
| Tobo GK                     | 3 maj 1971        | 1 januari 1974    |
| Tranås GK                   | 3 maj 1952        | 1 januari 1953    |
| Uppvidinge GK               | 12 augusti 1998   | 5 april 2001      |
| Vetlanda GK                 | 19 januari 1983   | 17 oktober 1983   |
| Vimmerby GK                 | 29 november 2006  | 25 maj 2007       |
| Visingsö GK                 | 1 mars 1990       | 5 mars 1996       |
| Värnamo GK                  | 25 april 1962     | 10 maj 1963       |
| Västerviks GK               | 15 januari 1996   | 13 mars 1996      |
| Växjö GK                    | 26 oktober 1959   | 20 maj 1960       |
| Wiredaholm Golf & Konferens |                   | 17 februari 2012  |
| Älmhults GK                 | 25 november 1974  | 1 januari 1976    |
| Ölands GK                   | 7 juni 1983       | 1 oktober 1983    |

Övriga klubbar
- Gåtebo GK (bildad 2000)
- Halltorp GK (bildad 2001)[31]
- Lidhems GK (1989–2008)[32]
- Rockatorp GK (2004–2019)[33][34]
- Smålandsstenar GK (bildad 2000)[35]
- Strömbergshyttans GK (bildad 2001)[36]

## Stockholms GDF
Det finns 56 golfklubbar i Stockholms golfdistriktsförbund.
| Namn                        | Bildad            | Invald i SGF      |
| --------------------------- | ----------------- | ----------------- |
| AIK Golf                    | 21 november 2005  | 1 april 2005      |
| Arninge GK                  | 19 december 1988  | 12 september 1991 |
| Björkhagens GK              | 1 januari 1973    | 1 oktober 1973    |
| Björklidens GK              | 4 februari 1985   | 29 mars 1985      |
| Botkyrka GK                 | 3 mars 1980       | 3 mars 1980       |
| Bro Hof Slott GC            |                   | 1 juli 2006       |
| Bro-Bålsta GK               | 7 juni 1978       | 9 maj 1980        |
| Cloud GC                    |                   | 1 november 1990   |
| Danderyds GK                | 17 september 1973 | 25 februari 1993  |
| Djurgårdens IF Golfförening | 16 februari 1996  | 22 oktober 1996   |
| Djursholms GK               | 15 maj 1931       | 1 oktober 1931    |
| Ekholmsnäs Golf             |                   | 9 januari 2006    |
| Fors Golf                   | 17 maj 1999       | 21 februari 2001  |
| Fågelbro G&CC               | 14 mars 2013      | 19 april 2013     |
| GolfStar GC                 |                   | 11 april 1991     |
| Grindslanten GK             | 22 juni 2004      | 15 oktober 2004   |
| Hagby GK                    | 31 mars 2005      | 1 augusti 2005    |
| Hammarby IF Golfförening    | 3 juni 2019       | 12 december 2019  |
| Haninge GK                  | 29 oktober 1983   | 10 december 1983  |
| Haningestrand GK            | 1 maj 1992        | 23 oktober 1992   |
| Happy Golfers               |                   | 21 januari 2015   |
| Huddinge GK                 | 9 oktober 2001    | 1 januari 2002    |
| Huvudstadens GK             | 12 september 1997 | 11 december 1997  |
| Hässelby GK                 | 10 oktober 2000   | 21 februari 2001  |
| Idrottshögskolans GK        | 26 maj 1994       | 3 juni 1994       |
| Ingarö Golf                 |                   | 25 november 2009  |
| Ingarö GK                   | 28 april 1962     | 1 oktober 1962    |
| Jarlabanke GK               | 1 juni 1990       | 30 augusti 1991   |
| Järfälla GK                 | 17 maj 2005       | 1 september 2005  |
| Kungliga Drottningholms GK  | 4 juni 1957       | 1 januari 1958    |
| Lidingö GK                  | 5 april 1933      | 1 oktober 1933    |
| Ljusterö GK                 | 20 november 1991  | 23 januari 1992   |
| Mälarö GK Skytteholm        | 21 september 1988 | 23 januari 1992   |
| Nacka GK                    | 5 maj 1989        | 18 december 1992  |
| Norråva GK                  | 21 november 2002  | 16 december 2002  |
| Nynäshamns GK               | 29 september 1977 | 1 januari 1978    |
| Salems GK                   | 17 april 1988     | 12 juni 1988      |
| Saltsjöbadens GK            | 13 juni 1929      | 1 januari 1930    |
| Smådalarö Gård              |                   | 17 april 2001     |
| Sofielund GK                | 25 november 1999  | 15 februari 2000  |
| Sollentuna GK               | 21 augusti 1967   | 1 januari 1969    |
| Stockholms GK               | 27 mars 1904      | 1 januari 1904    |
| Tjusta Golf                 |                   | 23 januari 2020   |
| Troxhammar GK               | 5 februari 1989   | 10 april 1995     |
| Tyresö Golf                 |                   | 16 januari 2012   |
| Täby GK                     | 1 januari 1968    | 1 januari 1969    |
| Ullna G&CC                  |                   | 16 december 2020  |
| Ulriksdals GK               | 2 november 1986   | 17 januari 1987   |
| Vallentuna GK               | 2 februari 1988   | 26 mars 1988      |
| Viksjö GK                   | 4 februari 1969   | 1 oktober 1969    |
| Waxholms GK                 | 13 mars 1989      | 8 mars 1991       |
| Wermdö Golf & CC            | 6 mars 1966       | 7 maj 1966        |
| Wäsby GK                    | 10 december 1987  | 1 augusti 1988    |
| Ågesta GK                   | 4 september 1958  | 1 december 1958   |
| Åkersberga GK               | 20 december 1990  | 30 januari 1991   |
| Österåkers GK               | 3 december 1987   | 23 januari 1988   |

Övriga klubbar
- Akademiska GK (1993–2013)[37][38]
- Brollsta GK (bildad 1998)
- Grödinge GC (upplöst 2020)[39]
- Högantorps GK (bildad 1999)[40]
- Kungsängen GC
- Kyssinge GK (bildad 2001)
- Lindö GK (bildad 1979)
- Parkens GK
- Rosenkälla GK
- Sköndal GK
- Södertörns GK
- Tjusta GK
- Tyresö GK
- Österhaninge GK

## Södermanlands GDF
Det finns 23 golfklubbar i Södermanlands golfdistriktsförbund.
| Namn               | Bildad           | Invald i SGF      |
| ------------------ | ---------------- | ----------------- |
| Eskilstuna GK      | 4 juni 1951      | 1 januari 1952    |
| Flens GK           | 8 oktober 1985   | 27 juni 1986      |
| Fogdö GK           | 19 oktober 1995  | 25 juni 1996      |
| Gripsholms GK      | 26 januari 1991  | 26 september 1994 |
| Grytsberg GK       | 31 augusti 1991  | 1 januari 1992    |
| Jönåkers GK        | 26 oktober 1989  | 19 juli 1991      |
| Kallfors Golf      |                  | 20 januari 1998   |
| Katrineholms GK    | 10 april 1959    | 1 oktober 1959    |
| Kiladalens GK      | 21 maj 2000      | 20 juni 2000      |
| Mälarbadens GK     | 9 juli 1990      | 12 juni 1991      |
| Norrby Golf        |                  | 24 januari 2020   |
| Nyköpings GK       | 1 januari 1951   | 1 oktober 1951    |
| Skavsta Golf       |                  | 25 april 2014     |
| Strands GK         | 25 oktober 2000  | 21 februari 2001  |
| Strängnäs GK       | 10 oktober 1968  | 1 oktober 1969    |
| Sundbyvik GK       | 14 december 2003 | 1 februari 2004   |
| Södertälje Park GK | 7 september 2002 | 3 april 2003      |
| Torshälla GK       | 13 oktober 1960  | 4 november 1960   |
| Trosa GK           | 1 januari 1972   | 1 januari 1974    |
| Vidbynäs Golf      |                  | 12 april 2002     |
| Viksbergs GK       | 20 januari 1990  | 1 januari 1997    |
| Vingåkers GK       | 17 juni 1986     | 11 augusti 1986   |
| Åda G&CC           | 4 september 1958 | 1 december 1958   |

## Upplands GDF
Det finns 22 golfklubbar i Upplands golfdistriktsförbund.
| Namn                   | Bildad            | Invald i SGF      |
| ---------------------- | ----------------- | ----------------- |
| Arlandastad GK         | 28 juni 1991      | 28 oktober 2000   |
| Burviks GK             | 11 november 1989  | 28 juni 1995      |
| Enköpings GK           | 30 september 1970 | 1 januari 1974    |
| Friiberghs GK          | 29 augusti 1989   | 22 augusti 1990   |
| GolfUppsala            |                   | 22 januari 2014   |
| Grönlund GK            | 17 december 1989  | 5 juni 1989       |
| Hallstaviks GK         | 12 maj 1997       | 1 januari 1999    |
| Johannesberg GK        | 27 december 1988  | 16 juni 1992      |
| Kåbo GK                | 6 april 1986      | 31 maj 1986       |
| Olandsbygdens GK       | 16 februari 2002  | 12 april 2002     |
| Roslagens GK Norrtälje | 4 oktober 1964    | 23 oktober 1964   |
| Sigtuna GK             | 5 juli 1961       | 14 september 1961 |
| Skepptuna GK Valla     | 10 mars 2011      | 30 juni 2011      |
| Sparren GK             | 11 februari 1990  | 1 januari 1997    |
| Sundsta Golf Norrtälje |                   | 17 oktober 2012   |
| Upsala GK              | 7 april 1938      | 18 oktober 1938   |
| Vassunda GK            | 13 september 1989 | 17 december 1989  |
| Väddö GK               | 1 juni 1991       | 5 maj 1992        |
| Wattholma GK           | 15 januari 2009   | 24 april 2009     |
| Älvkarleby GK          | 31 januari 1983   | 1 augusti 1983    |
| Örbyhus GK             | 18 april 1993     | 12 maj 1993       |
| Öregrunds GK           | 20 mars 1993      | 27 april 1993     |

Övriga klubbar
- Almunge GK
- Dillingby Golf (1995–2011)[44]
- Herresta GK
- Norrtelje GK
- Veckholms GK (2005–2008)[45][46]

## Värmlands GDF
Det finns 17 golfklubbar i Värmlands golfdistriktsförbund.
| Namn               | Bildad           | Invald i SGF     |
| ------------------ | ---------------- | ---------------- |
| Arvika GK          | 22 april 1970    | 1 januari 1973   |
| Billeruds GK       | 10 januari 1961  | 9 maj 1961       |
| Bryngfjordens GK   | 1 december 2000  | 21 februari 2001 |
| Eda GK             | 28 augusti 1990  | 12 februari 1991 |
| ForshagaDeje GK    | 5 november 2013  | 22 januari 2014  |
| Hammarö GK         | 4 juni 1988      | 17 mars 1989     |
| Karlstads GK       | 23 april 1957    | 22 maj 1959      |
| Kils GK            | 27 november 1984 | 26 mars 1985     |
| Kristinehamns GK   | 30 oktober 1974  | 1 januari 1977   |
| Lundsbergs GK      | 10 maj 1993      | 26 augusti 1993  |
| Saxå GK            | 21 november 1964 | 29 oktober 1965  |
| Sommarro Golf      |                  | 8 februari 2007  |
| Sommarro Junior GK | 26 mars 2014     | 26 mars 2014     |
| Sunne GK           | 18 juni 1969     | 23 januari 1971  |
| Torsby GK          | 5 maj 1992       | 22 oktober 1992  |
| Uddeholms GK       | 24 maj 1965      | 29 oktober 1965  |
| Årjängs GK         | 5 december 1993  | 3 februari 1994  |

## Västergötlands GDF
Det finns 27 golfklubbar i Västergötlands golfdistriktsförbund.
| Namn                       | Bildad            | Invald i SGF     |
| -------------------------- | ----------------- | ---------------- |
| Alingsås GK                | 5 februari 1985   | 10 maj 1985      |
| Billingens GK              | 1 januari 1949    | 1 oktober 1949   |
| Borås GK                   | 12 april 1933     | 6 februari 1934  |
| Bredareds GK               | 22 mars 1991      | 27 maj 1993      |
| Brevikens GK               | 28 december 1959  | 1 oktober 1960   |
| Ekarnas GK                 | 16 mars 1970      | 4 april 1974     |
| Falköpings GK              | 18 januari 1965   | 12 mars 1965     |
| Herrljunga GK              | 19 februari 1987  | 27 april 1987    |
| Hulta-Bollebygd GK         | 10 oktober 2019   | 21 november 2019 |
| Hökensås GK                | 26 mars 2014      | 26 mars 2014     |
| Hörlycke GK                | 10 april 2003     | 31 juli 2003     |
| Kinds GK                   | 27 september 1988 | 1 oktober 1988   |
| Knistad GCC                |                   | 21 januari 2016  |
| Koberg GK                  | 21 mars 1963      | 11 maj 1964      |
| Lidköpings GK              | 3 februari 1967   | 1 maj 1967       |
| Lundsbrunns GK             | 18 september 1990 | 11 juni 1991     |
| Läckö GK                   | 19 november 2002  | 13 februari 2003 |
| Mariestads GK              | 14 februari 1975  | 22 mars 1980     |
| Marks GK                   | 26 november 1962  | 11 maj 1964      |
| Onsjö GK                   | 4 december 1974   | 1 januari 1978   |
| Ribbingsfors Golf & Kultur |                   | 17 februari 2012 |
| Skövde GK                  | 19 april 1989     | 10 juni 1989     |
| Töreboda GK                | 6 september 1965  | 29 oktober 1965  |
| Ulricehamns GK             | 1 januari 1947    | 1 januari 1948   |
| Vara-Bjertorp GK           | 1 april 1987      | 4 april 1987     |
| Vårgårda GK                | 26 mars 2001      | 15 februari 2002 |
| Åsundsholms GK             | 5 mars 2002       | 1 februari 2004  |

Övriga klubbar
- Ätradalens GK (1986–2013)[49]

## Västmanlands GDF
Det finns 14 golfklubbar i Västmanlands golfdistriktsförbund.
| Namn           | Bildad           | Invald i SGF     |
| -------------- | ---------------- | ---------------- |
| Arboga GK      | 4 februari 1988  | 1 november 1988  |
| Fagersta GK    | 2 oktober 1969   | 15 februari 1973 |
| Frösåkers GK   | 5 maj 1987       | 13 juni 1987     |
| Fullerö GK     | 29 mars 1988     | 16 april 1988    |
| Hälla GK       | 14 december 2001 | 15 februari 2002 |
| Köpings GK     | 18 juni 1963     | 11 maj 1964      |
| Orresta GK     | 1 september 1996 | 11 februari 1997 |
| Sala GK        | 7 september 1970 | 1 januari 1971   |
| Skerike GK     | 19 januari 1992  | 3 december 1992  |
| Strömsholms GK | 13 maj 1991      | 9 december 1996  |
| Surahammars GK | 12 oktober 1995  | 8 december 1995  |
| Tortuna GK     | 15 mars 1990     | 4 juli 1990      |
| Västerås GK    | 10 oktober 1931  | 5 april 1934     |
| Ängsö GK       | 13 juni 1979     | 1 januari 1982   |

Övriga klubbar
- Heby GK

## Ångermanlands GDF
Det finns fem golfklubbar i Ångermanlands golfdistriktsförbund.
| Namn                    | Bildad          | Invald i SGF     |
| ----------------------- | --------------- | ---------------- |
| Härnösands GK           | 6 december 1957 | 1 januari 1962   |
| Norrfällsvikens GK      | 28 juni 1997    | 7 september 1998 |
| Sollefteå GK            | 16 maj 1969     | 1 januari 1972   |
| Veckefjärdens GC        | 4 januari 2002  | 15 februari 2002 |
| Örnsköldsviks GK Puttom | 7 november 1966 | 20 maj 1967      |

## Örebro läns GDF
Det finns 10 golfklubbar i Örebro läns golfdistriktsförbund.
| Namn                  | Bildad            | Invald i SGF     |
| --------------------- | ----------------- | ---------------- |
| Askersunds GK         |                   | 6 april 2011     |
| Degerfors Golf        |                   | 28 januari 2011  |
| Karlskoga GK          | 12 maj 1975       | 1 januari 1976   |
| Kumla GK              | 23 september 1982 | 17 mars 1984     |
| Kårsta GK             | 4 november 1991   | 19 december 1991 |
| Lannalodge Golfresort |                   | 1 september 2010 |
| Lindesbergs GK        | 18 september 1984 | 1 januari 1985   |
| Nora GK               | 2 februari 1993   | 7 juni 1994      |
| Stjernfors Nya GK     | 14 december 2018  | 14 december 2018 |
| Örebro City Golf & CC | 6 juni 1988       | 12 juni 1988     |

Övriga klubbar
- Laxå GK
- Mellringe GK (2000–2011)[51]

## Östergötlands GDF
Det finns 19 golfklubbar i Östergötlands golfdistriktsförbund.
| Namn                      | Bildad            | Invald i SGF      |
| ------------------------- | ----------------- | ----------------- |
| Bryttsätter GK            | 17 september 2008 | 17 september 2008 |
| Bråvikens GK              | 15 maj 1992       | 20 maj 1992       |
| Finspångs GK              | 24 mars 1965      | 1 oktober 1965    |
| Flemminge GK              | 18 december 2001  | 12 april 2002     |
| Ingelsta GK               | 15 juli 1998      | 20 januari 1999   |
| Kinda GK                  | 19 oktober 1987   | 23 januari 1996   |
| Landeryds GK              | 12 februari 1987  | 13 juni 1987      |
| Linköpings GK             | 30 maj 1945       | 1 januari 1948    |
| Mauritzbergs Slott & Golf |                   | 17 december 2008  |
| Mjölby GK                 | 26 augusti 1981   | 1 januari 1983    |
| Motala GK                 | 10 maj 1956       | 27 april 1957     |
| Norrköping Söderköping GK | 1 januari 1928    | 1 januari 1936    |
| Ombergs Golf Resort       |                   | 6 april 2011      |
| Vadstena GK               | 19 maj 1956       | 27 april 1967     |
| Vreta Kloster GK          | 19 maj 1988       | 10 juni 1989      |
| Vårdsbergs GK             | 30 oktober 1997   | 9 mars 1999       |
| Waldemarsviks Golfbana    |                   | 1 januari 1993    |
| Åtvidabergs GK            | 31 mars 1954      | 17 juni 1955      |
| Östad Golf Väderstad      |                   | 15 april 2000     |

Övriga klubbar
- Vikbolandets GK